# 蒙特利尔教学委员会
蒙特利尔教学委员会（縮寫）是蒙特利尔的公立法语授课教委，归属魁北克省教育局管辖，总部在蒙特利尔。其对魁北克私立学校及英语公立学校没有管辖权。CSDM有約200学校，学生人數達110,000人（包括未成年人及成年人）。CSDM有超過8,000名员工。